# Wallago attu
Wallago attu is een straalvinnige vissensoort uit de familie van echte meervallen (Siluridae). De wetenschappelijke naam van de soort is voor het eerst geldig gepubliceerd in 1801 door Bloch & Schneider.
De soort staat op de Rode Lijst van de IUCN als Gevoelig, beoordelingsjaar 2010. De omvang van de populatie is volgens de IUCN dalend.
De vis komt veelvuldig voor in het Chilkameer (India).